# دریاس کهن
| کواترنری    | کواترنری | کواترنری   | کواترنری        | کواترنری        |
| سامانه/دوره | ردیف/دور | اشکوب/عصر  | سن (میلیون سال) | سن (میلیون سال) |
| ----------- | -------- | ---------- | --------------- | --------------- |
| کواترنری    | هولوسن   | مگالاین    | ۰               | ۰/۰۰۴۲          |
| کواترنری    | هولوسن   | نورث‌گریپین | ۰/۰۰۴۲          | ۰/۰۰۸۲          |
| کواترنری    | هولوسن   | گرینلندین  | ۰/۰۰۸۲          | ۰/۰۱۱۷          |
| کواترنری    | پلیستوسن | تارانشین   | ۰/۰۱۱۷          | ۰/۱۲۶           |
| کواترنری    | پلیستوسن | چیبانین    | ۰/۱۲۶           | ۰/۷۸۱           |
| کواترنری    | پلیستوسن | کالابرین   | ۰/۷۸۱           | ۱/۸۰            |
| کواترنری    | پلیستوسن | گلاسین     | ۱/۸۰            | ۲/۵۸            |
| نئوژن       | پلیوسن   | پیاسنزین   | پیش از آن       | پیش از آن       |

دریاس کهن یا اولدست دریاس (انگلیسی: Oldest Dryas) یکی از دوره‌های اقلیمی است که طی سردترین دوره یخچالی پس از یخبندان ویچسلین در شمال اروپا روی داد. در کوه‌های آلپ، اولدست دریاس با دوره اشنتیز از یخبندان وورم برابر است.
سه دوره اقلیمی دریاس (یانگر دریاس، اولدر دریاس و اولدست دریاس) نام خود را از گونه گیاهی گل مبارک کوهی گرفته‌اند که در مناطق شمالگان و آلپی وجود دارد. شواهد این گیاه در نمونه‌های مغزه یخ‌های یخچالی و گیلاب یافت شده و گونه شاخص دوره‌های سرد به‌شمار می‌رود.

## توالی اقلیمی پلیستوسن پسین
توالی کامل دوره‌های اقلیمی پلیستوسن پسین که در شمال اروپا مشخص شده‌اند شامل اولدست دریاس، نوسان بولینگ، اولدر دریاس، نوسان آلرود و یانگر دریاس است. پس از این دوره‌ها، هولوسن آغاز می‌شود. اولدر دریاس، نوسان آلرود و یانگر دریاس به نام دوره‌های بلیت–سرناندر نیز نامیده می‌شوند.
در برخی نقاط مانند کوهستان ژورا در فرانسه دوره اولدست دریاس وجود نداشته یا شواهد آن ناچیز است. در چنین مواردی بخش داخلی توالی به‌صورت: اولدست دریاس (سرد)، بولینگ-آلرود (گرم)، یانگر دریاس (گرم) دیده می‌شود.

## نگارخانه

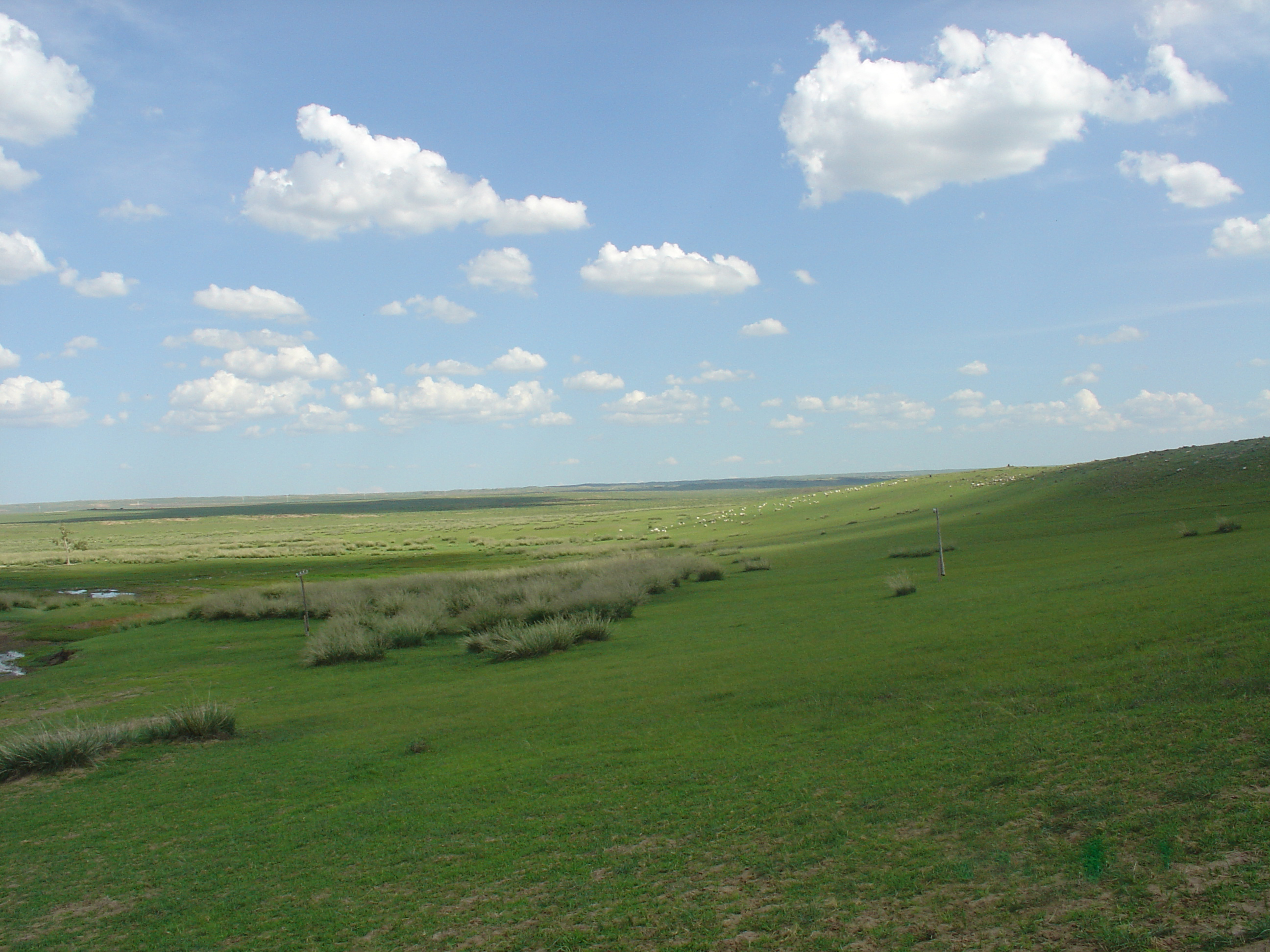
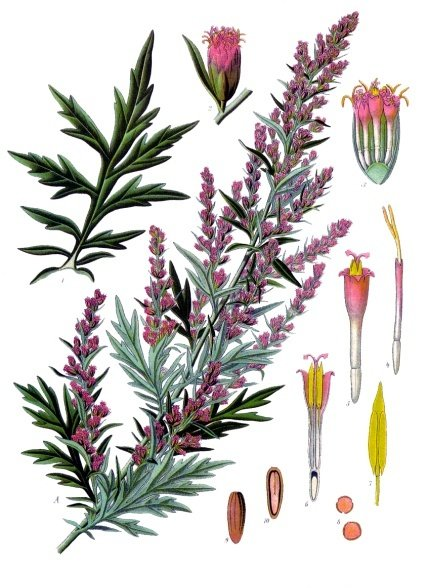
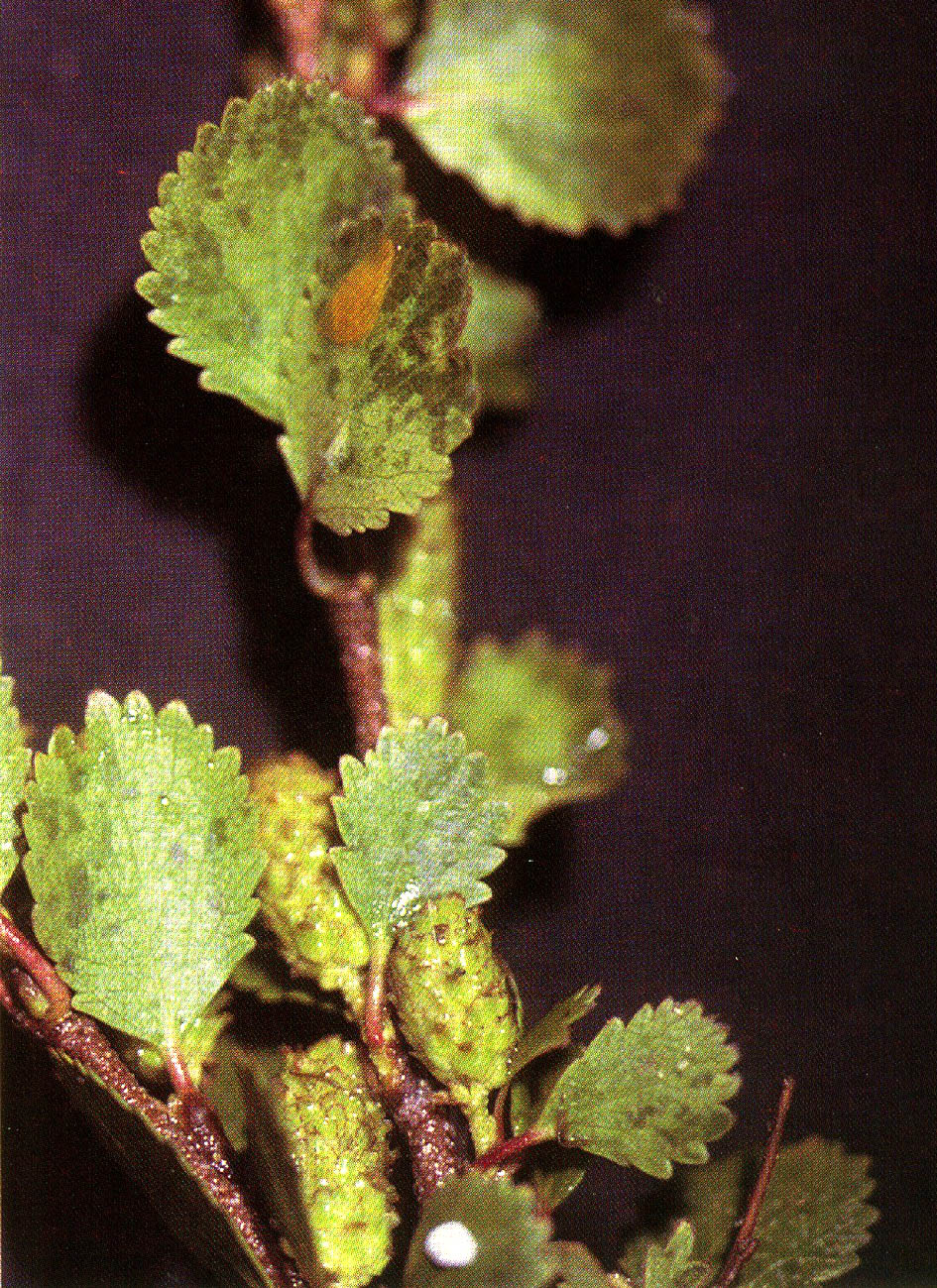
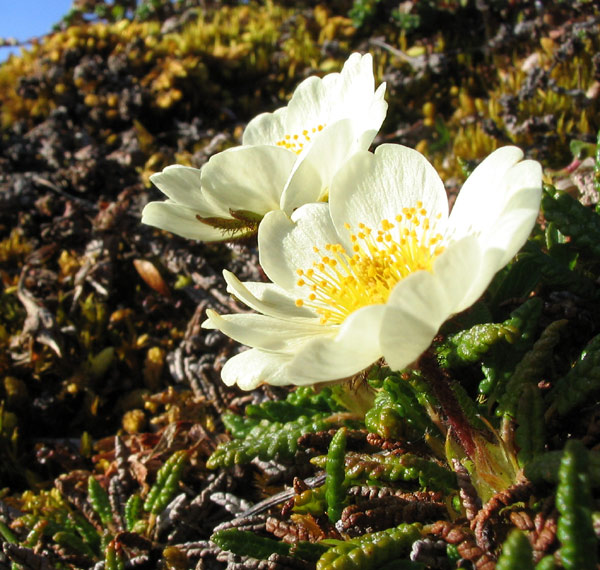